# 秋山義兌
秋山 義兌（あきやま よしみつ、1886年（明治19年）10月3日 - 1945年（昭和20年）8月17日）は、大日本帝国陸軍軍人。最終階級は陸軍中将。功三級

## 経歴
1886年（明治19年）に京都府で生まれた。1908年（明治41年）5月27日に陸軍士官学校第20期を卒業し、12月25日に歩兵少尉任官。1920年（大正9年）に陸軍大学校第32期卒業。1932年（昭和7年）陸軍歩兵大佐に進級し、陸軍士官学校附となる。1934年（昭和9年）に歩兵第78連隊長に就任し、龍山に赴任。1935年（昭和10年）に第10師団参謀長に転じ、内地に帰還。
1937年（昭和12年）3月に陸軍少将に進級し、第9師団隷下の歩兵第6旅団長に就任。同年7月に上海派遣軍戦闘序列に編入され、日中戦争に出動。第二次上海事変、南京戦に参加。南京戦では、歩兵第6旅団隷下の歩兵第7連隊が南京城内での掃討戦に参加している。1938年（昭和13年）に第4師団司令部附となり、満州に転じる。1939年（昭和14年）1月には第12軍隷下の独立混成第5旅団長に就任し、北支に展開。同地の警備に当たり、魯南作戦、魯東作戦に参加。同年8月に陸軍中将に進級し、1940年（昭和15年）に第54師団長に親補され、姫路に駐屯した。1941年（昭和16年）8月25日に待命、8月31日に予備役に編入された。
1944年（昭和19年）8月22日に召集され、留守第55師団長に親補される。1945年（昭和20年）3月に中部軍管区兵務部長に転じ、7月5日に関東軍総司令部附を経て、7月16日に第137師団長に親補される。同師団は在満州邦人の応召で編成された師団で、朝鮮半島北部防衛のための陣地構築に当たり、終戦を迎えた。終戦に伴う処置を終えた8月17日に咸興で自決した。